# Wangshengzhou
Wangshengzhou of de reïncarnatiemantra is een boeddhistische gebedstekst die vooral in het Chinese mahayanaboeddhisme wordt gebeden. De tekst is van oorsprong Sanskriet en is fonetisch naar hanzi vertaald. De mantra wordt gebeden tot de Boeddha van het Oneindige Licht die ook wel bekendstaat als Amitabbha Boeddha.
Het wordt vooral in het Zuiver Land-boeddhisme gebruikt. Gelovigen zijn van mening dat door het bidden van deze mantra de boeddha Amitabha spiritueel boven de persoon zal verschijnen en de persoon verlost van smarten en blijdschap geeft. Tevens kan een persoon die deze mantra bidt bij het uur des doods grote verdiensten doen en gereïncarneerd worden. Ook wordt de mantra vaak gebruikt bij boeddhistische en Chinese begrafenissen. De verdiensten worden dan gegeven aan degene die overleden is. De mantra wordt in Taiwan gedrukt op offerpapier en verbrand om de ziel van de overleden persoon te helpen reïncarneren.

## Hanzi-tekst en vertaling
南無阿彌多婆夜。哆他伽多夜。
哆地夜他。
阿彌利都婆毗。
阿彌利哆。悉耽婆毗。
阿彌唎哆。毗迦蘭帝。
阿彌唎哆。毗迦蘭多。
伽彌膩。伽伽那。
枳多迦利。娑婆訶。
Ik zoek de toevlucht tot de Boeddha van het Oneindige Licht
De mantra luidt
Heer van de zoete dauw
Gij die tot zoete dauw is geworden
Gij die de zoete dauw verspreid
Gij die de zoete dauw overal verspreid
Gij die het door het hele heelal verspreid
Gij die onze stemmen hoort, geeft ons voldoening

## Sanskriettekst
Namo amitābhāya tathāgatāya tadyathā amṛtod-bhave amṛta-siddhaṃ bhave amṛta-vikrānte amṛta-vikrānta gāmini gagana kīrta-kāre svāhā